# Glenwillow

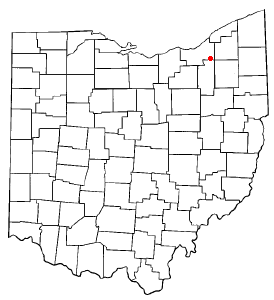
Glenwillow na planie stanu Ohio

Glenwillow – wieś w USA, w hrabstwie Cuyahoga, w stanie Ohio. Miejscowość założono w roku 1893, a aktualnie (2014) burmistrzem wsi jest Mark A. Cegelka.
W roku 2010, 28,3% mieszkańców było w wieku poniżej 18 lat, 4,2% było w wieku od 18 do 24 lat, 24,5% miało od 25 do 44 lat, 22,5% miało od 45 do 64 lat, 20,4% było w wieku 65 lat lub starszych. We wsi było 47,9% mężczyzn i 52,1% kobiet.
Liczba mieszkańców w 2010 roku wynosiła 923, a w roku 2012 wynosiła 915.